# Església parroquial de Nostra Senyora dels Àngels (Almedíxer)
L'església parroquial de Nostra Senyora dels Àngels, a Almedíxer, a la comarca de l'Alt Palància, és un temple  catòlic que està catalogat com a Bé Immoble de Rellevància Local segons consta a la Direcció General de Patrimoni Artístic de la Generalitat Valenciana, amb codi identificatiu: 12.07.010-001.

## Descripció
L'església de la nostra Senyora dels Àngels és un edifici gairebé exempt (ja que al lateral dret està adossat a un habitatge particular), de fàbrica de maçoneria, pedra angular (és a dir, les cantonades es reforcen amb  carreus), i arrebossat.
L'església se situa en un petit monticle (que actualment es coneix com a plaça de l'església) existent en el centre urbà i al seu voltant es va establir la zona cristiana de la localitat.
La façana se situa als peus de la planta, que és d'una sola nau i quatre  crugies, amb capelles laterals comunicades entre si, amb coberta de teules a dues aigües. La porta d'accés està emmarcada en una mena de retaule de carreus, amb fornícula en el cos superior i rematat amb boles. Immediatament sobre d'aquesta decoració de la portada se situa una finestra de forma semicircular amb vidriera.

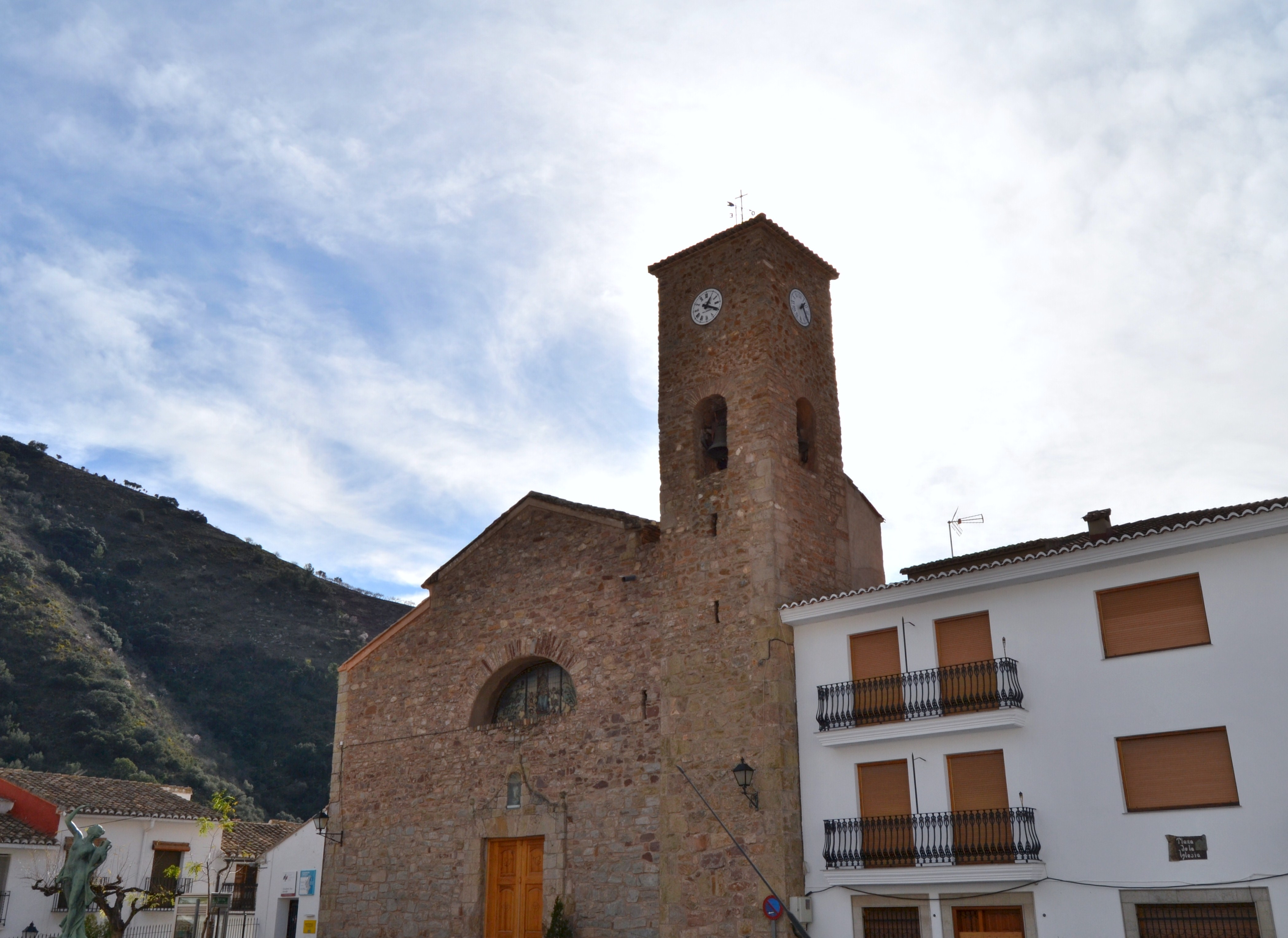
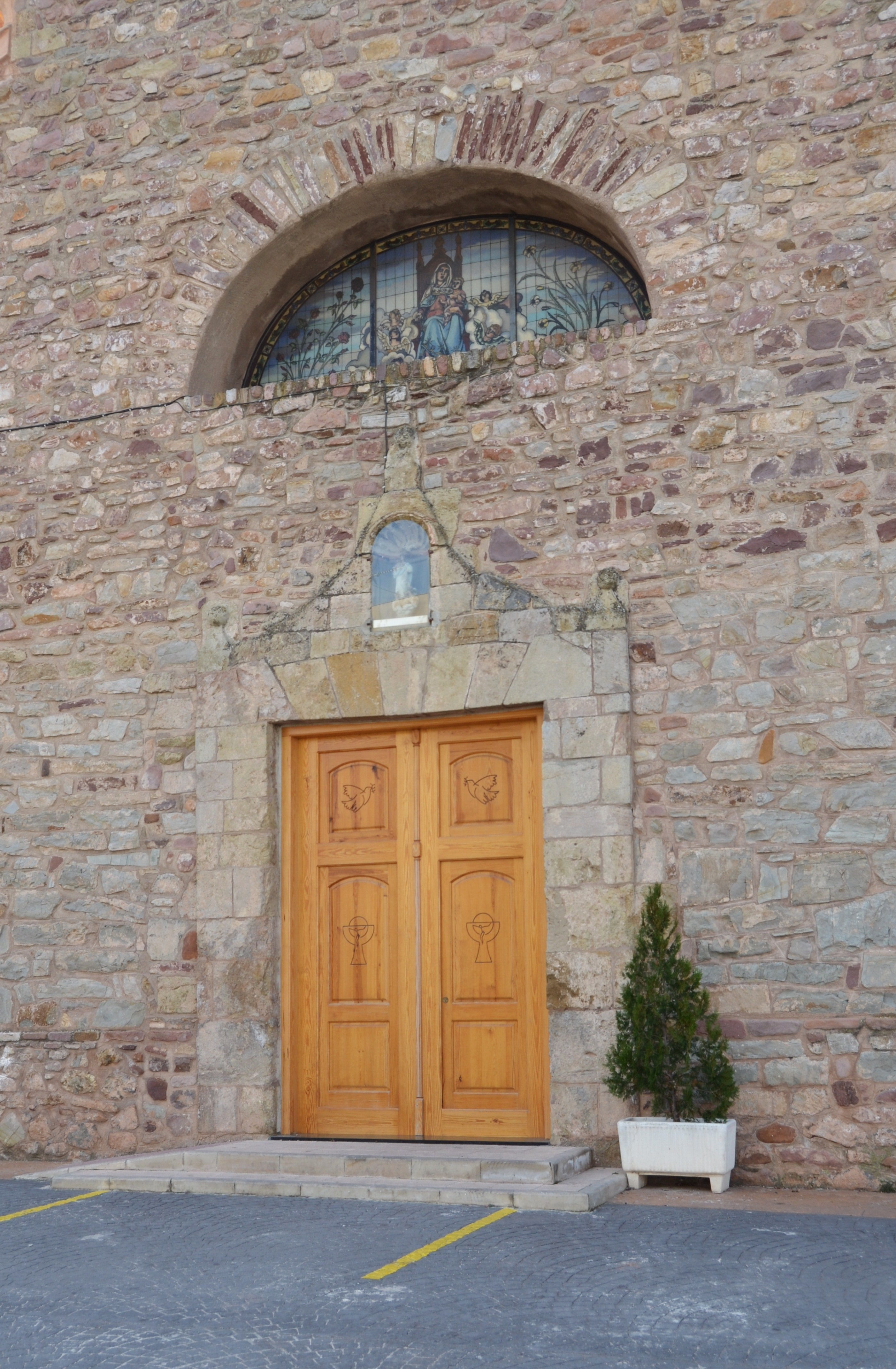
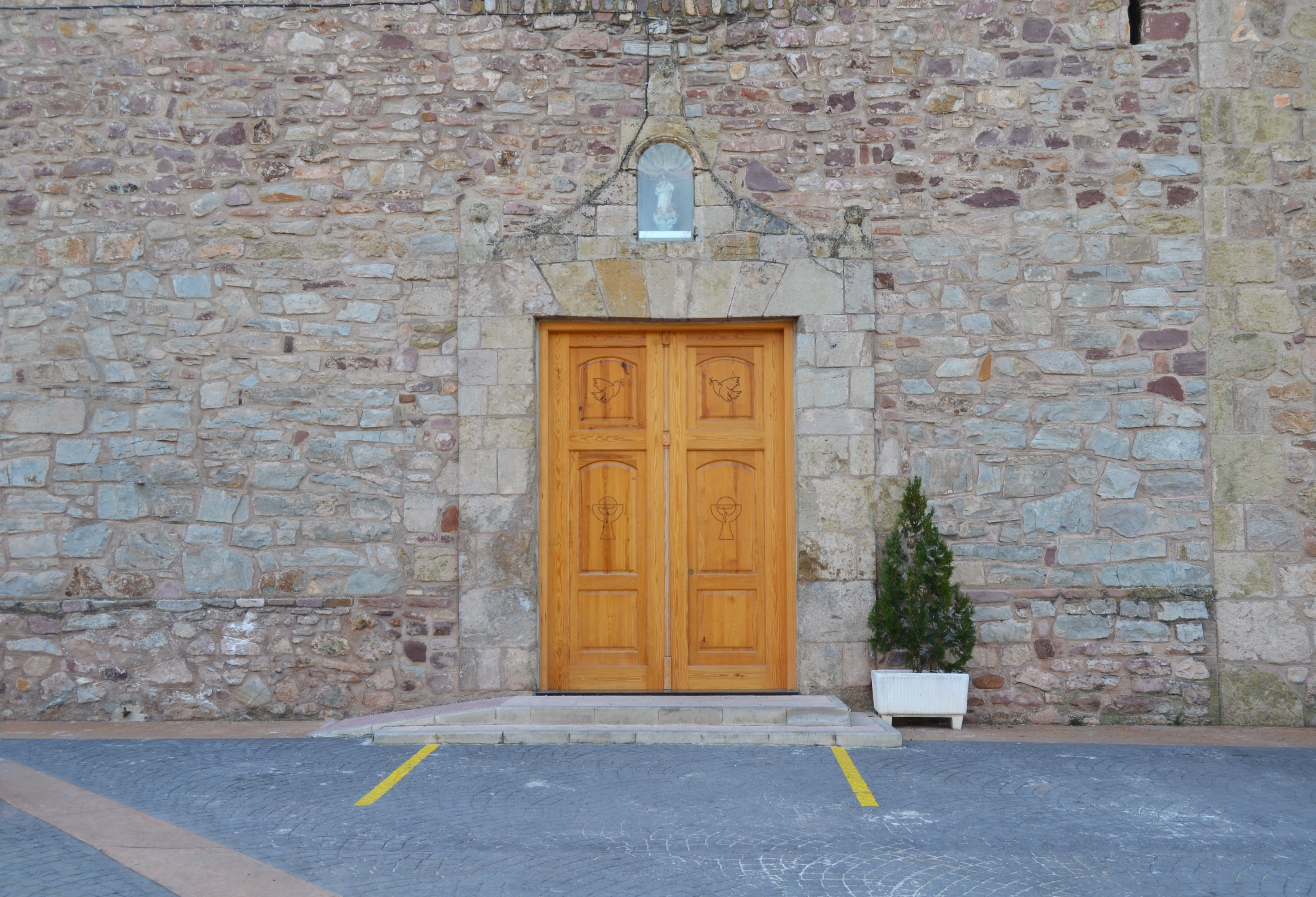
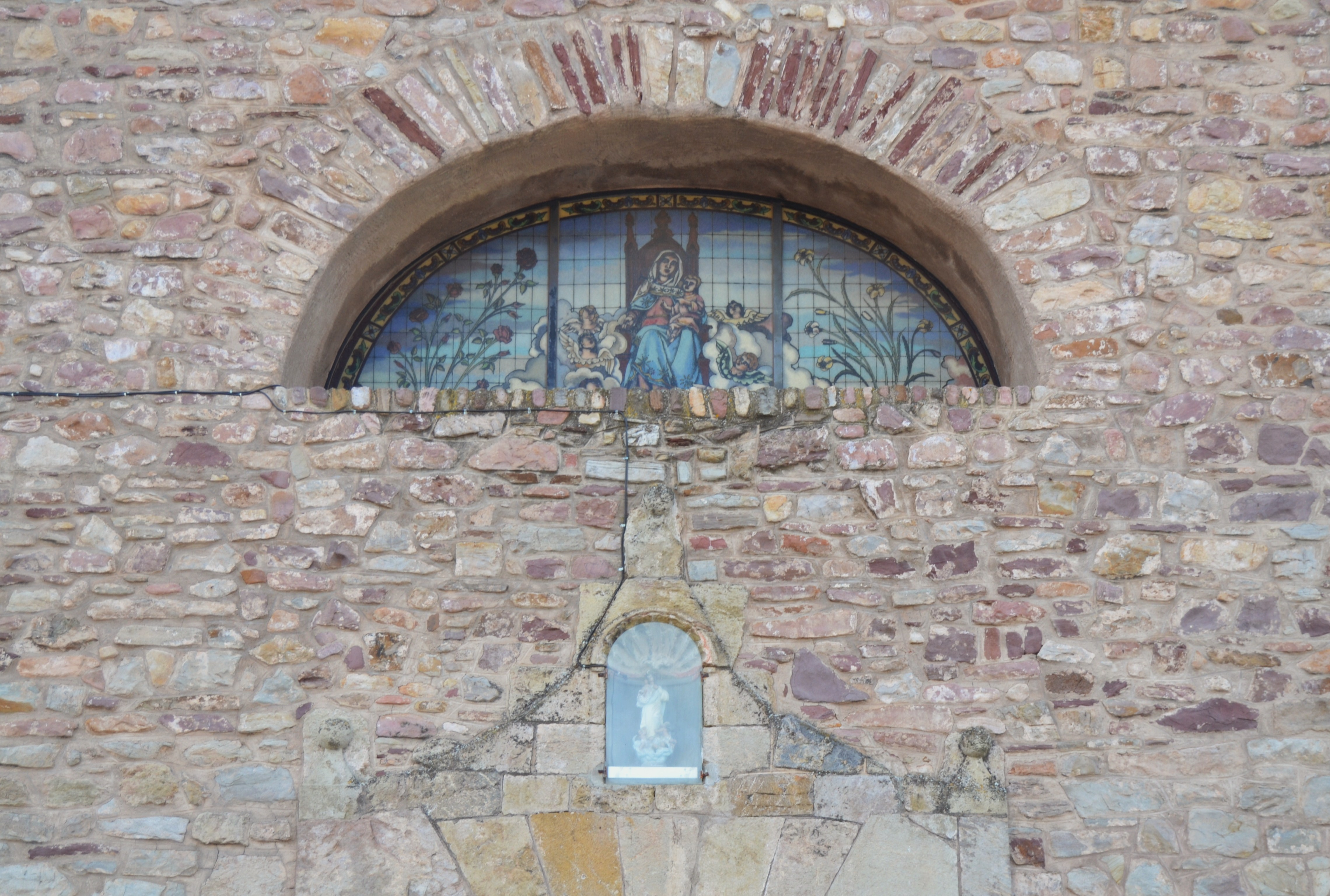

A més de la porta d'accés, als peus de la planta se situa també la torre campanar de l'església. Està formada per un cos, que presenta finestres semicirculars als quatre costats, i queda inclosa en la façana. El segon cos que es pot observar en l'actualitat té l'origen en les últimes dècades del segle xx, amb el qual es va tractar de donar major verticalitat a la façana. En aquest últim cos es van situar les campanes i un rellotge situat a sobre d'aquestes. Es cobreix amb teula rematada en forma piramidal.

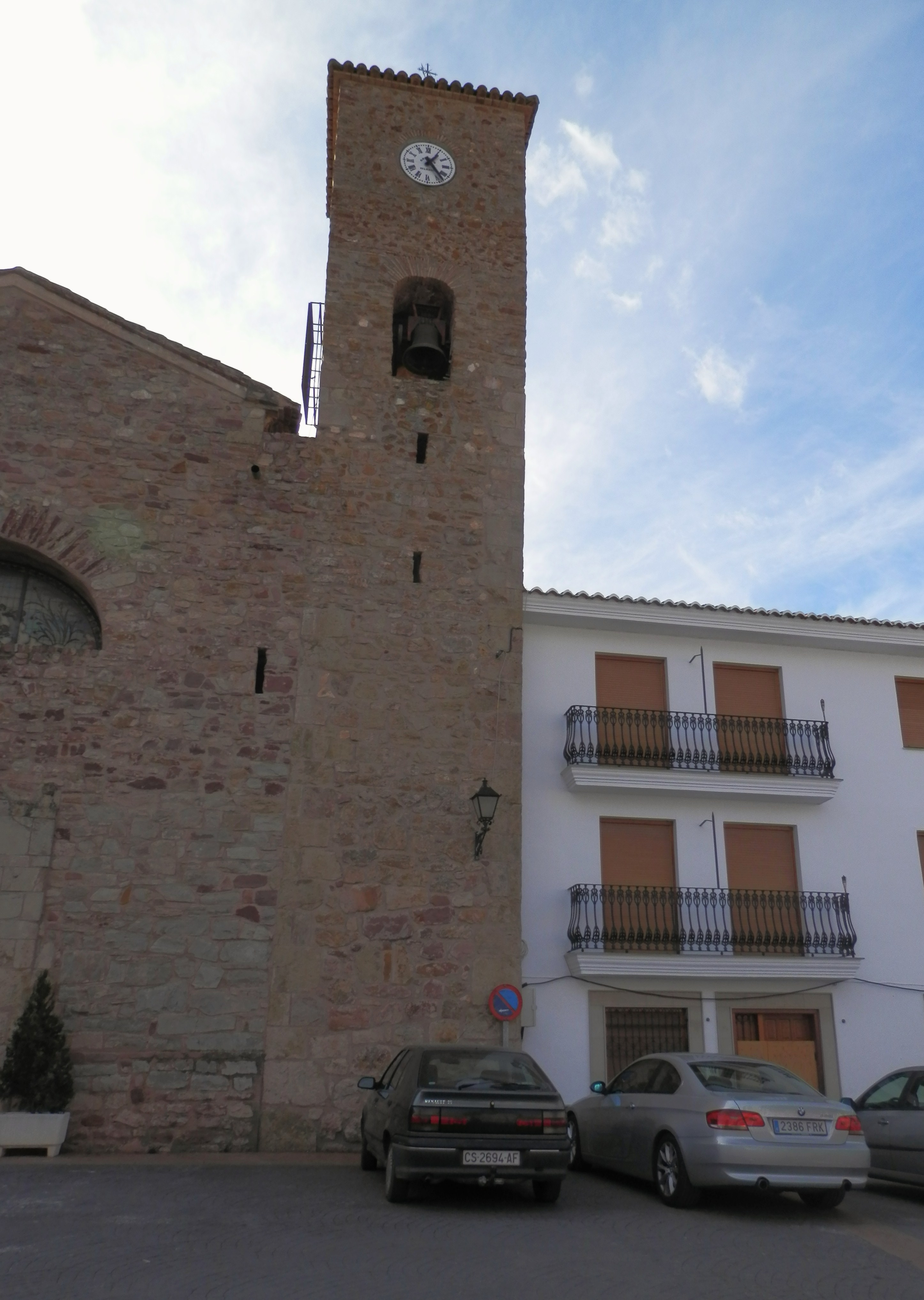
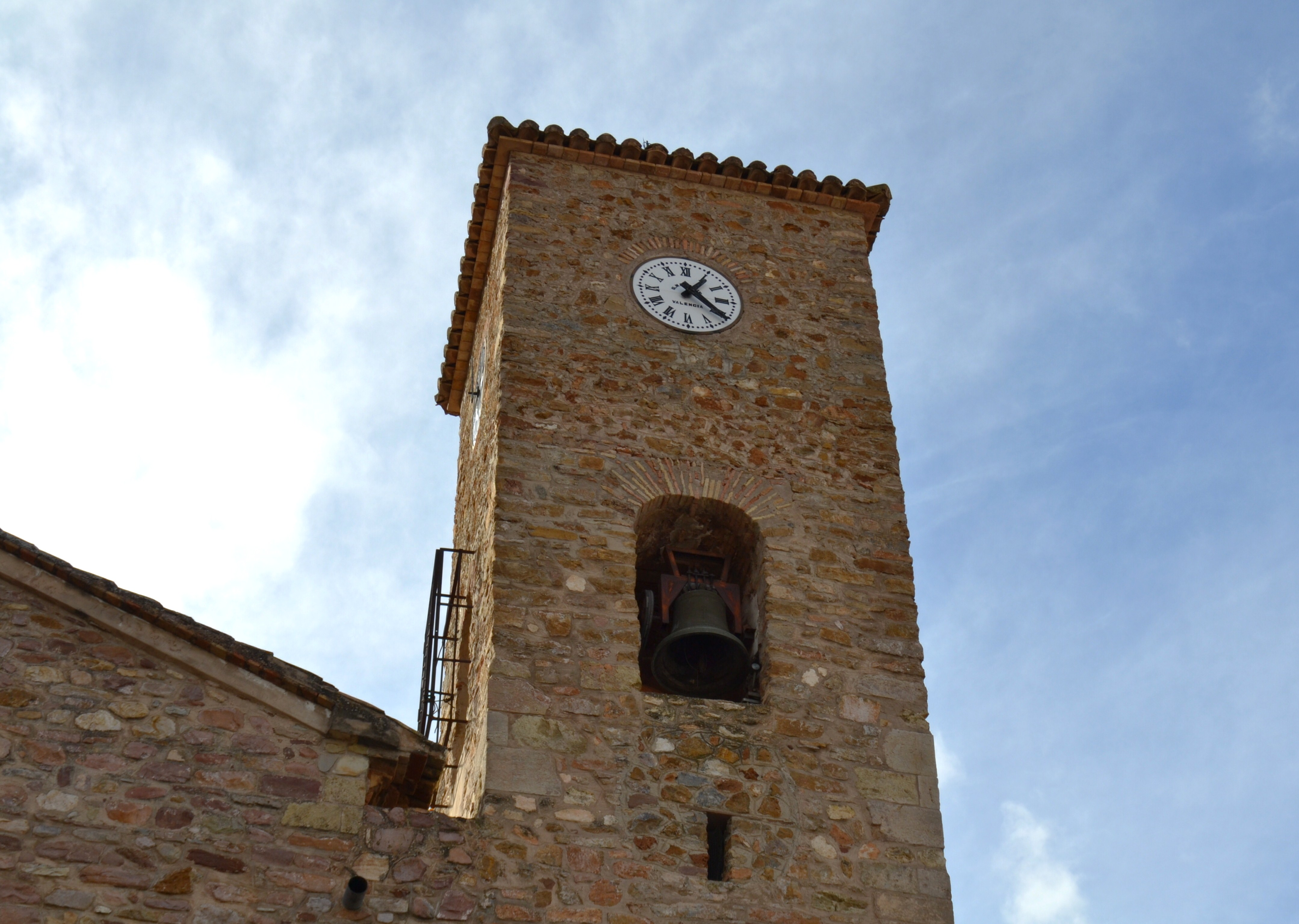

Pel que fa a l'interior, hi destaca el cor elevat situat als peus de l'única nau del temple. En 1926 es va construir la capella de la comunió que troba en el  costat de l'epístola junt al presbiteri, edificada en el que anteriorment era l'hort de l'Església. En el mateix costat hi ha ubicat el púlpit, que és contemporani a la construcció de l'obra. Per la seva banda el presbiteri, que està elevat respecte a la nau central hi ha un retaule construït després de la  Guerra Civil, que està format per un gran basament sobre el qual recolzen columnes d'ordre compost rematat per un  frontó triangular. La fornícula central conté la imatge de la Nostra Senyora dels Àngels, datada al segle xviii. El Sagrari, també es troba en el presbiteri, en una petita fornícula, flanquejada per columnes d'ordre compost, situada sobre l'altar. La nau es va cobrir en el seu origen amb una volta de canó amb  llunetes decorats, que s'obren a la mateixa nau. Per la seva banda, les capelles, de les quals cal destacar les capelles dels patrons Sants Abdó i Senén, i de la Divina Pastora; estan cobertes per voltes bufades, mentre que la sagristia es cobreix amb volta d'aresta. La decoració interior està realitzada a base de pilatres amb capitell compost, arquitrau amb fris de decoració vegetal. En el quart tram hi ha l'absis, en les cantonades es poden veure dues petxines, i en la clau central, que és de grans dimensions hi ha decoració de querubins.